# 约尔达尼斯·阿伦西维亚
约尔达尼斯·阿伦西维亚（Yordanis Arencibia Verdecia，1980年1月24日—）是古巴柔道运动员。
在2004年雅典奥运会上，阿伦西维亚夺得男子66公斤级铜牌，在2008年北京奥运会上，阿伦西维亚再次在同一级别上夺得一枚铜牌。

## 外部連結
- sports-reference
- Videos of Yordanis Arencibia (judovision.org)